# Gunvor Kerkkonen
Gunvor Helena Amalia Kerkkonen, född 8 augusti 1903 i Helsingfors, död 14 januari 2002 i Helsingfors, var en finländsk historiker. Hon ingick 1930 äktenskap med Martti Kerkkonen.
Gunvor Kerkkonen blev 1945 filosofie doktor och var 1947–1958 föreståndare för Vetenskapliga samfundens bibliotek och 1959–1969 för Svenska handelshögskolans bibiliotek. Hon var 1954–1964 docent i historia vid Åbo Akademi och 1961–1972 i ekonomisk historia vid Svenska handelshögskolan. Kerkkonen bedrev forskningar särskilt i Finlands medeltida kolonisationshistoria och skrev om medeltiden i flera kommunhistoriker. Hon erhöll 1968 professors titel.

## Findia och Hestia
I Historisk Tidskrift för Finland (1945) hävdar hon uppfattningen att Finland och Estland 1120 räknades in bland Sveriges övriga landskap och att den svenska missionen vid denna tid hunnit verka i dessa trakter. Grunden för denna uppfattning är två namn "Findia" och "Hestia" bland Nomina insularum de regno sueuorum i en förteckning över den katolska kyrkans provinser från omkring 1120. Findia och Hestia har ibland tolkats som Finnveden och Gästrikland. Hestia tolkas däremot av Jöran Sahlgren som Estland och han tillägger, "om Hestia är Estland kan säkerligen också Findia vara Finland", en tolkning som Christian Lovén ansluter sig till. Curt Weibull bedömde tidigare svensk missionsverksamhet vid denna tid som otrolig, eftersom Sverige självt ännu var ett missionsfält. Mot Weibulls påstående ställer både Sahlgren och Lovén hypotesen att Finland och Estland betraktades som nästkommande missionsområden.